# Ernest Alexandre Lauth
Ernest Alexandre Lauth, né le 14 mai 1803 à Strasbourg où il est mort le 24 mars 1837, est un anatomiste français.

## Biographie
Troisième fils de l’anatomiste Thomas Lauth, Lauth a consacré sa jeunesse à la culture des beaux-arts, à l’étude des langues anciennes et modernes. Après avoir terminé le lycée, il suit la voie paternelle, et entreprend des études de médecine, s'adonnant de préférence à l'anatomie et à la physiologie, sous le professeur Charles-Henri Ehrmann, auquel il  dédié sa thèse inaugurale intitulée De la structure et des usages des vaisseaux lymphatiques.
Son diplôme de docteur en médecine acquis, il entreprend, à l’exemple de son père, des voyages scientifiques en Allemagne, Angleterre, Suisse et Hollande. Il va s’instruire à l’Académie de Paris, aux  universités de Londres, d'Édimbourg, de Vienne, de Berlin, de Göttingen et de Heidelberg.
Revenu à Strasbourg et, riche de la succession paternelle, il laisse de côté la pratique médicale pour se livrer sans réserve à ses sciences de prédilection, l’anatomie et la physiologie, et parvient rapidement à faire autorité. Professeur à la faculté de médecine de Strasbourg, il passe brillamment l’agrégation, le 14 avril 1829 et, après avoir passé deux concours, il est nommé professeur agrégé à la faculté de médecine de Strasbourg et, en 1836, à l’âge de trente-trois ans, il occupe la chaire de physiologie laissée vacante par Jean-Martin-Auguste Goupil.
L’existence des lymphatiques ayant été niée par des savants français, Lauth est parti pour Paris, où il a obtenu un tour de lecture à l’Académie des sciences ; son Mémoire sur les vaisseaux lymphatiques a été applaudi ; il a fait sous les yeux des commissaires, nommés par l’Institut, la démonstration de ses procédés d’injection et a obtenu un rapport favorable qui a été publié par Duméril et Cuvier.
Il entretenait de nombreuses relations avec les savants de France et d’Allemagne, qu’il rencontrait à intervalles réguliers à des congrès scientifiques, à Heidelberg ou Stuttgart. Il a fait part de ses travaux microscopiques sur les tissus du corps humain , à la dernière de ces conférences. Son travail, orné d’un grand nombre de planches exécutées par ses soins, a obtenu l’approbation générale.
À peine avait-il commencé son enseignement de physiologie, qu’une aphonie, symptôme d’une tuberculose, l’a enlevé à la chaire qu’il venait d’occuper. Ayant perdu ses forces après sa voix, la fatigue due à la progression soutenue de sa maladie l’empêchant de s’occuper de sciences, il ne trouvait de délassement que dans la peinture, art dans lequel il a fait de grands progrès. Époux en 2es noces d'Émilie-Florentine Lehr, il a succombé, à un âge où il était encore utile à la science.

## Principales publications
- Essai sur les vaisseaux lymphatiques, Strasbourg, 1824.
- « Mémoire sur les vaisseaux lymphatiques des oiseaux et sur la manière de les préparer », Annales des sciences naturelles, vol. 3, nº 381, 5 pl., Paris, 1824.
- De l'injection et de la préparation des vaisseaux lymphatiques, 1829.
- Nouveau manuel de l'anatomiste : comprenant la description succincte de toutes les parties du corps humain et la manière de les préparer, suivie de préceptes sur la confection des pièces de cabinet et sur leur conservation, Paris, Levrault, 1829, 7 pl., in-8º.
- Anomalies dans la distribution des artères de l’homme, publié dans le T. I. des Mémoires de la Société d’hist. naturelle de Strasbourg, 1832.
- Mémoire sur le testicule humain  — Travail qui a remporté une médaille d’or à l’Institut royal de Paris, en 1832.